# Marcusenius macrolepidotus
Marcusenius macrolepidotus és una espècie de peix elefant de la família Mormyridae present en la conca del riu Zambezi i el riu Buzi. És nativa de Malawi, Moçambic, Zàmbia i Zimbàbue.Pot assolir una mida aproximada de 320 mm.
Respecte a l'estat de conservació, es pot indicar que d'acord amb la UICN, aquesta espècie pot catalogar-se en la categoria de «risc mínim (LC)».